# Dicranopteris linearis
Espèce
Dicranopteris linearis, appelée uluhe en hawaïen, est une espèce de fougères du genre Dicranopteris. Elle se rencontre dans les régions tropicales du Sud-Ouest de l'océan Indien (Madagascar, archipel des Comores, Mascareignes) ainsi qu'en Polynésie.